# Eviota punctulata
Eviota punctulata es una especie de peces de la familia de los Gobiidae en el orden de los Perciformes.

## Morfología
Los machos pueden llegar a alcanzar los 1,6 cm de longitud total.

## Distribución geográfica
Se encuentra desde las Filipinas e  Java hasta Fiyi, la Gran Barrera de Coral, República de Palau  y  Kapingamarangi (Micronesia ).

## Observaciones
Es inofensivo para los humanos.